# Hrvatski športski list (1908.)
Hrvatski športski list je bila hrvatska športska mjesečna tiskovina na hrvatskom jeziku iz Zagreba.
Bio je glasilom Hrvatskog akademskog šport-kluba, Hrvatskog automobilističkog kluba, I. hrvatskog mačilačkog kluba, I. hrvatskog sklizalačkog društva, I. hrvatskog nogometnog i šport kluba, hrvatskih koturaških klubova "Orao" i "Sokol", Zagrebačkog šahovskog kluba te Hrvatskog športskog kluba Sparta na Sušaku. 
Prvi je broj izašao 1. lipnja 1908. godine. Ukupno je izašlo 8 brojeva.
Odgovorni urednik bio je poznati športski novinar Mario Rieger Vinodolski.